# Línea 12 del Transmetro (Guatemala)
La línea 12 de Transmetro es la primera línea del servicio de transporte Transmetro de Guatemala. Esta línea inicia desde la zona 1 en la Ciudad de Guatemala, recorre el Centro Cívico, Avenida Bolívar, Estación Trébol, la Calzada Raúl Aguilar Batres y finalmente en la estación Centra Sur en la zona 12 de Villa Nueva. Se distingue con el color naranja.Fue inaugurado por el alcalde Álvaro Arzú. Esta línea tendrá conexión con el tren ligero Metroriel que actualmente está en construcción.

## Rutas
| L12 | Ruta Troncal (paradas continuas)     |
| ECT | EXPRESO CENTRA - Trébol              |
| CTC | SEMIEXPRESO CENTRA - Trébol - CENTRA |
| CTA | SEMIEXPRESO CENTRA - TRÉBOL - Amate  |

## Estaciones
| Línea | Estación                 |
| ----- | ------------------------ |
| L12   | Centra Sur               |
| ECT   | Centra Sur               |
| CTC   | Centra Sur               |
| CTA   | Centra Sur               |
| L12   | Estación Monte María     |
| L12   | Estación Javier          |
| L12   | Estación Las Charcas     |
| L12   | Estación El Carmen       |
| L12   | Estación Reformita       |
| L12   | Estación Mariscal        |
| L12   | Estación Trébol          |
| L12   |                          |
| ECT   |                          |
| CTC   |                          |
| CTA   |                          |
| L12   | Estación Santa Cecilia   |
| L12   | Estación Bolívar         |
| L12   | Estación Don Bosco       |
| L12   | Estación Plaza Municipal |
| L12   | Estación Plaza Barrios   |
| L12   | Estación Plaza El Amate  |
| CTA   | Estación Plaza El Amate  |

## Horario

### Paradas continuas
| Lunes a viernes   | Sábado            | Domingo           |
| ----------------- | ----------------- | ----------------- |
| 4:30 a 22:00 hrs. | 4:30 a 21:00 hrs. | 4:30 a 21:00 hrs. |

### Expresos
| Dirección                            | Lunes a viernes                       | Sábado                               |
| ------------------------------------ | ------------------------------------- | ------------------------------------ |
| Semiexpreso CENTRA - Trébol - CENTRA | 05:00 a 08:30 hrs./16:30 a 19:00 hrs. | 4:30 a 08:30 hrs./11.30 a 13.30 hrs. |
| Semiexpreso CENTRA - Trébol - Amate  | 05:00 a 08:30 hrs./16:30 a 19:00 hrs. | 4:30 a 08:30 hrs./11.30 a 13.30 hrs. |
| Expreso CENTRA - Trébol              | 04:00 a 08:30 hrs.                    | 4:30 a 08:30 hrs./11.30 a 13.30 hrs. |